# Spinifex kabócaegér
A Spinifex kabócaegér (Notomys alexis) az emlősök (Mammalia) osztályának a rágcsálók (Rodentia) rendjébe, ezen belül az egérfélék (Muridae) családjába tartozó faj.

## Előfordulása
Ausztrália középső és nyugati részének sivatagos területein elterjedt rágcsáló, ott fordul elő, ahol a Spinifex nevű fűféle tenyészik. Ausztrália legelterjedtebb ugróegere.
Homokdűnék, füves területek, félsivatagok.

## Megjelenése
Testhossza 9-18 centiméter, farokhossza 12-23 centiméter.

## Életmódja
Teljes folyadékszükséglete a táplálékából nyeri, sohasem iszik vizet. A folyadékveszteséget úgy kerüli el, hogy nagyon kevés és igen tömény vizeletet ürít, a forró nappalokat föld alatti járatának mélyén tölti, csoportosan, összebújva alszik, hogy kevesebbet párologtasson a testfelületéről, és csak éjszaka jön elő táplálkozni. Társas természetű, legfeljebb 10 fős csoportjaiban egy fészken osztozó hímek, nőstények és kölykök tartoznak.